# 누렁이
누렁이는 한반도 고유의 노란색을 띠는 흔한 스피츠 유형의 개이다. 황구(黃狗), 누렁개 또는 코리안 옐로 스피츠(Korean Yellow Spitz)라고도 부른다.
몸무게는 보통 18kg~25kg, 키는 50cm~55cm 정도이다. 박쥐처럼 생긴 귀와 직립 꼬리, 사각형 모양의 몸통을 갖고 있다. 겉털은 길고 속털은 부드럽지만 밀도가 높은 이중 털을 갖고 있다. 운동 능력이 뛰어나고 사냥에 능하며 민첩하고 경계심이 강한 성격을 갖고 있으며, 보통 무리를 지어 다니기도 한다.
한국에서 식용 목적으로 기르는 품종 중 하나이기도 하다.